# Todas las voces todas
Todas las voces todas fue un festival musical creado y producido por Alfredo Che Vera Guayasamin, a beneficio de la Fundación Guayasamin, del pintor ecuatoriano Oswaldo Guayasamín los días 7, 8 y 9 de junio de 1996 para la construcción de La Capilla del Hombre, proyecto del artista. El festival se realizó en el Coliseo General Rumiñahui de la ciudad de Quito y contó con la presencia de numerosos artistas de la nueva canción latinoamericana. Al festival le siguió la edición de cuatro álbumes que fueron grabados en vivo los días del festival.

## Lista de canciones
| Disco 1 |                             |                              |                              |          |  |
| N.º     | Título                      | Escritor(es)                 | Intérprete                   | Duración |  |
| 1.      | «Mi viejo»                  | Piero                        | Piero                        | 3:36     |  |
| 2.      | «La colina de la vida»      | León Gieco                   | León Gieco, Víctor Heredia   | 4:43     |  |
| 3.      | «Samba Landó»               | Manns, Salinas, Seves        | Inti-Illimani                | 4:43     |  |
| 4.      | «El aguacate»               | César Guerrero Tamayo        | TercerMundo, Alberto Plaza   | 2:53     |  |
| 5.      | «Sueño con serpientes»      | Silvio Rodríguez             | Silvio Rodríguez             | 4:54     |  |
| 6.      | «Cinco siglos»              | León Gieco, Luis Gurevich    | León Gieco                   | 3:52     |  |
| 7.      | «Yo te seguiré»             | Alberto Plaza                | Alberto Plaza                | 4:49     |  |
| 8.      | «Vasija de barro»           | Benítez, Valencia            | César Isella                 | 3:57     |  |
| 9.      | «Soy pan, soy paz, soy más» | Piero                        | Mercedes Sosa, Piero         | 4:05     |  |
| 10.     | «Cajita de música»          | José Pedroni, Damián Sánchez | César Isella, Víctor Heredia | 2:14     |  |
| 39:46   |                             |                              |                              |          |  |

| Disco 2 |                              |                        |                                             |          |  |
| N.º     | Título                       | Escritor(es)           | Intérprete                                  | Duración |  |
| 1.      | «Te recuerdo Amanda»         | Víctor Jara            | Isabel y Ángel Parra                        | 2:46     |  |
| 2.      | «Aventurera»                 | Alberto Plaza          | Alberto Plaza                               | 6:44     |  |
| 3.      | «El negro Bembón»            | Félix Rodríguez        | Inti-Illimani                               | 4:39     |  |
| 4.      | «Nuestro juramento»          | Benito de Jesús        | Pueblo Nuevo, Piero                         | 4:41     |  |
| 5.      | «Potpurri»                   | Piero, José Tcherkaski | Piero                                       | 7:11     |  |
| 6.      | «La maza»                    | Silvio Rodríguez       | Silvio Rodríguez                            | 4:19     |  |
| 7.      | «Saya»                       | Ramiro de la Zerda     | Grupo Fortaleza                             | 5:33     |  |
| 8.      | «El fantasma de Canterville» | Charly García          | León Gieco, Tercer Mundo                    | 3:47     |  |
| 9.      | «En la frontera»             | Isabel Parra           | Isabel y Ángel Parra, Tita Parra León Gieco | 3:11     |  |
| 42:51   |                              |                        |                                             |          |  |

| Disco 3 |                                |                              |                          |          |  |
| N.º     | Título                         | Escritor(es)                 | Intérprete               | Duración |  |
| 1.      | «La belleza»                   | Luis Eduardo Aute            | Luis Eduardo Aute        | 4:22     |  |
| 2.      | «El necio»                     | Silvio Rodríguez             | Silvio Rodríguez         | 5:35     |  |
| 4.      | «Sobreviviendo»                | Ramón Courno                 | Víctor Heredia           | 6:37     |  |
| 5.      | «Nuestra respuesta es la vida» | Tita Parra                   | Isabel Parra, Tita Parra | 4:57     |  |
| 6.      | «Atajitos de caña»             | Hernán Sotomayor             | Pueblo Nuevo             | 2:57     |  |
| 7.      | «No partas ahora»              | Julio Cortázar, César Isella | César Isella             | 3:31     |  |
| 8.      | «A mis amigos»                 | Alberto Cortez               | Alberto Cortez           | 3:42     |  |
| 9.      | «La torre»                     | Chico Novarro                | Patricia González        | 3:13     |  |
| 38:16   |                                |                              |                          |          |  |

| Disco 4 |                                 |                                                           |                                          |          |  |
| N.º     | Título                          | Escritor(es)                                              | Intérprete                               | Duración |  |
| 1.      | «No soy de aquí ni soy de allá» | Facundo Cabral                                            | Alberto Cortez                           | 3:40     |  |
| 2.      | «Potpurri de Julio Jaramillo»   | Charlo - Enrique Cadicamo / Héctor Ulloa / Claudio Ferrer | Pueblo Nuevo                             | 4:07     |  |
| 3.      | «Solo le pido a Dios»           | León Gieco                                                | León Gieco                               | 3:59     |  |
| 4.      | «Yo vengo a ofrecer mi corazón» | Fito Páez                                                 | Fito Páez, Mercedes Sosa, Víctor Heredia | 4:09     |  |
| 5.      | «Si te fijaras» (*)             | D.R.A.                                                    | Tercer Mundo                             | 4:27     |  |
| 6.      | «Al alba»                       | Luis Eduardo Aute                                         | Luis Eduardo Aute                        | 4:12     |  |
| 7.      | «En un rincón del alma»         | Alberto Cortez                                            | Patricia González                        | 3:50     |  |
| 8.      | «Gracias a la vida»             | Violeta Parra                                             | Mercedes Sosa                            | 4:48     |  |
| 9.      | «Mariposa tecknicolor»          | Fito Páez                                                 | Fito Páez                                | 3:23     |  |
| 10.     | «Todas las voces todas»         | César Isella - Tejada Gómez                               | Todos                                    | 1:05     |  |
| 37:44   |                                 |                                                           |                                          |          |  |

(*) Una versión alternativa del cuarto disco incluye como quinto tema la canción «Y nos dieron las diez», escrita, compuesta e interpretada por el español Joaquín Sabina.